# Clavularia levidensis
Clavularia levidensis is een zachte koraalsoort uit de familie Clavulariidae. De koraalsoort komt uit het geslacht Clavularia. Clavularia levidensis werd in 1944 voor het eerst wetenschappelijk beschreven door Madsen. 